# Frida Bäcke
Frida Linnea Bäcke, född 30 juni 1988, är en svensk konditor.
Bäcke är uppväxt i Dalarna.
Bäcke har tre år i rad, 2022–2024, utsetts till ”Konditorernas konditor”. Även konditoriet Socker Sucker som hon sedan 2022 driver tillsammans med vännen Bedros Kabranian, har prisats och utnämnts till ”Konditorernas konditori”. Innan hon grundade Socker Sucker arbetade hon på flera framstående svenska krogar som Aira och Frantzén med stjärnor i Guide Michelin. Hon var under flera år medlem av Svenska kocklandslaget och tog där både VM-guld och -silver. År 2025 gav hon och Kabranian ut receptboken Socker Sucker – Klassiska bakverk på ny nivå på Norstedts förlag.
År 2024 var hon ansvarig för efterrätten vid Nobelbanketten.